# Terinos
Terinos är ett släkte av fjärilar. Terinos ingår i familjen praktfjärilar.

## Bildgalleri

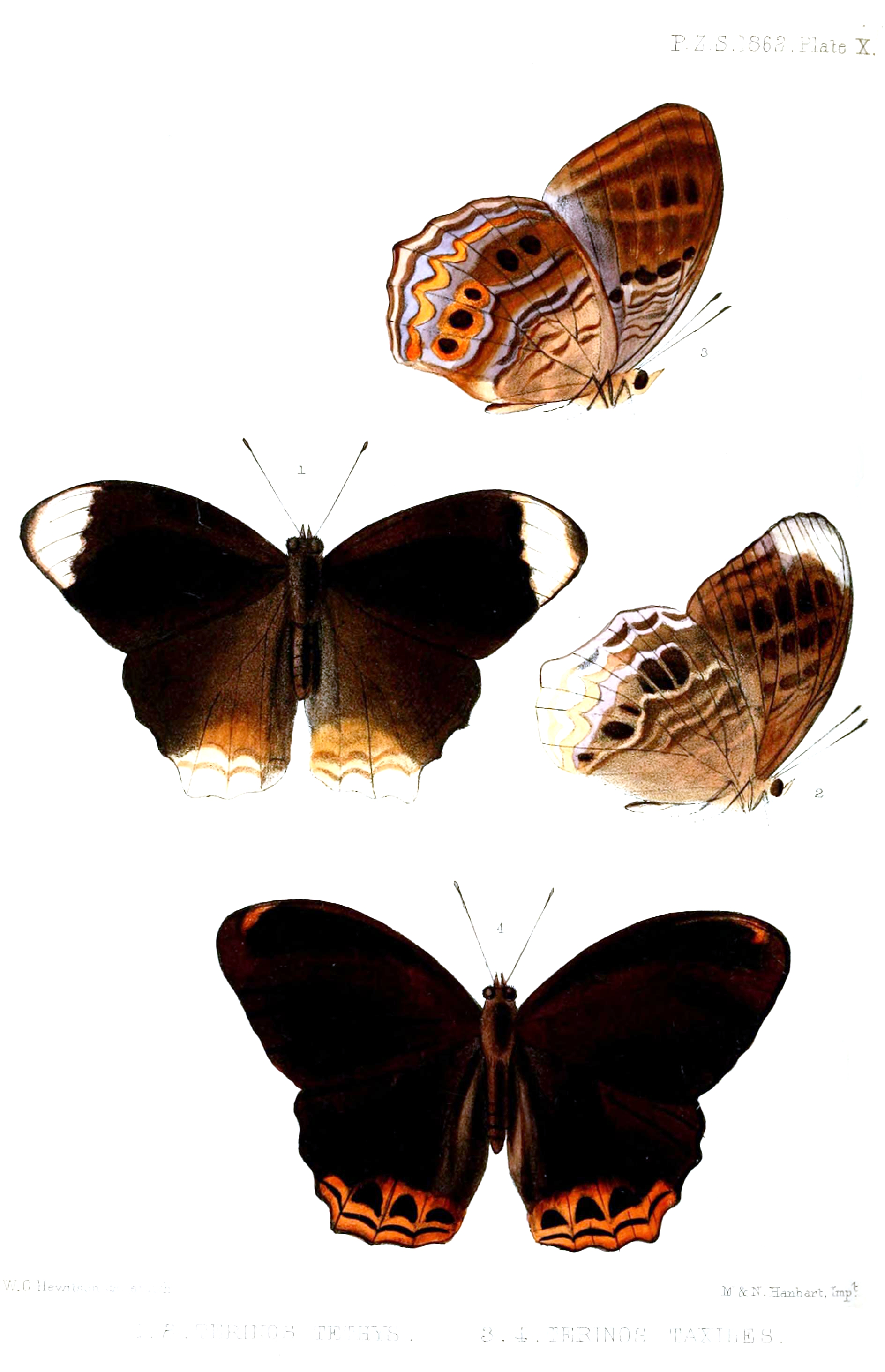

## Dottertaxa tillTerinos, i alfabetisk ordning[1]
- Terinos abisares
- Terinos albonotata
- Terinos alurgis
- Terinos amplior
- Terinos atlita
- Terinos aurensis
- Terinos bangueyana
- Terinos bankanensis
- Terinos batjanensis
- Terinos blachieri
- Terinos borneensis
- Terinos clarissa
- Terinos dinnaga
- Terinos falcata
- Terinos falcipennis
- Terinos fulminans
- Terinos helleri
- Terinos intermedia
- Terinos lioneli
- Terinos lucia
- Terinos luciella
- Terinos lucilla
- Terinos ludmilla
- Terinos maddelena
- Terinos malayana
- Terinos militum
- Terinos natunensis
- Terinos niasica
- Terinos novaeguineensis
- Terinos nympha
- Terinos phalaris
- Terinos piepersi
- Terinos poros
- Terinos praestigiosa
- Terinos robertsia
- Terinos taxiles
- Terinos teos
- Terinos terpander
- Terinos tethys
- Terinos teuthras
- Terinos tiomanensis
- Terinos udaios
- Terinos uranus
- Terinos wahnesi
- Terinos viola